# Agustín Carpio
Agustín Carpio (Santa Fe, 9 de enero de 1944-Santa Fe, 30 de julio de 2024) fue un ingeniero químico, docente e investigador argentino. Fue Decano de la Facultad de Ingeniería Química de la Universidad Nacional del Litoral y de la Facultad de Ingeniería de la Universidad Nacional de Entre Ríos. Fue el fundador del Museo Interactivo de Ciencias PuertoCiencia, referente nacional e internacional en materia de popularización y enseñanza de las ciencias, de la Red de Popularización de la Ciencia y la Tecnología en América Latina y el Caribe (RedPOP) y de otras asociaciones que promueven la libertad del pensamiento. Ha participado en diversas actividades y proyectos educativos relacionados con la popularización de la ciencia en la región, así como de congresos nacionales e internacionales.

## Biografía
Nació en la ciudad de Santa Fe el 9 de enero de 1944. Se recibió de técnico mecánico electricista de la Escuela Industrial Superior Anexa a la Facultad de Ingeniería Química de la Universidad Nacional del Litoral; años más tarde, en 1969, se graduó de Ingeniero Químico en dicha facultad. En octubre de 1991 realizó el curso de “Gestión y mantenimiento de equipo médico”, organizado por la Organización de las Naciones Unidas para el Desarrollo Industrial, el Organismo Internacional de Energía Atómica (OIEA), la Organización Mundial de la Salud y la Agencia para la Cooperación Industrial, Técnica y Económica (ACTIM) de Francia, en París. También aprobó el curso de “Tecnología Educacional” organizado por el Ministerio de Relaciones Exteriores, Centro de Cooperación Internacional “MASHAV” de Israel y el Centro Internacional de Capacitación “A.OFRI” de Jerusalem (I.T.C.A.O.), que se llevó a cabo en Jerusalem, Israel, del 24 de octubre al 21 de noviembre de 1995. Obtuvo su título de posgrado como Experto en Evaluación Educativa del Instituto de Ciencias de la Educación (ICE) de la Universidad de Deusto en Bilbao, España, el 7 de febrero de 2001.
Se desempeñó como docente en las áreas de Ingeniería, Ingeniería Química e Ingeniería Biomédica en la Universidad Nacional del Litoral y la Universidad Nacional del Entre Ríos. Fue Decano de la Facultad de Ingeniería Química de la Universidad Nacional del Litoral de 1979 a 1983 y Vicedecano de 1989 a 1993; posteriormente, fue Decano de la Facultad de Ingeniería de la Universidad Nacional de Entre Ríos durante tres períodos, de 1990 a 2002. Además, creó el Centro de Tecnología Educativa Aplicada (CETEA) de la Facultad de Ingeniería Química - Universidad Nacional del Litoral, del que fue director desde 1985 a 1994. y se desempeñó como Secretario de Ciencia y Tecnología de la Facultad de Ingeniería - Universidad Nacional de Entre Ríos desde 1988 a 1990. También fue Secretario de Ciencia y Técnica de la Universidad Autónoma de Entre Ríos en 2003, y fue uno de los fundadores y Director Ejecutivo de la Asociación Argentina de Centros y Museos de Ciencia y Tecnología (AACeMuCyT).
En noviembre de 1990 participó del programa de Ciencia, Tecnología y Sociedad de la UNESCO en Río de Janeiro, Brasil, en donde se convocó a todos aquellos proyectos relacionados con la popularización de las ciencias en América Latina. Allí participó de la creación de la Red de Popularización de la Ciencia y la Tecnología de América Latina y el Caribe, conocida como RedPOP, una red interactiva que reúne a grupos, programas y centros de popularización de la ciencia y la tecnología, favoreciendo el intercambio, la capacitación y el aprovechamiento de recursos entre sus miembros mediante mecanismos regionales de cooperación. Alentado por esta iniciativa, retoma un proyecto propio anterior para crear un museo interactivo. Previamente, había participado de una serie de proyectos de investigación y extensión en el ámbito de la Facultad de Ingeniería de la Universidad Nacional de Entre Ríos relacionados con la enseñanza de las ciencias con materiales de bajo costo, que permitieron desarrollar el primer equipamiento interactivo de la muestra. Estas iniciativas fueron compartidas por el Prof. Jacinto Corujo y el Prof. Roberto Ronchi. Así nació en octubre de 1996 el Museo Interactivo de Ciencias “PuertoCiencia” en la ciudad de Paraná, Entre Ríos, del que además fue director, como experiencia de extensión universitaria y bajo la modalidad de museo itinerante hasta que hacia finales del año 2000 logró contar con una sede fija propia en las inmediaciones del Ferrocarril Urquiza de Paraná.

## Publicaciones destacadas
- “Proyecto para el mejoramiento de la enseñanza de las ciencias en la provincia de Santa Fe”. Trabajo presentado al Ministerio de Educación de la Provincia de Santa Fe. Diciembre de 1987.
- “La introducción al diseño”. Agustín Carpio. Revista Procesos N.º 101. Asociación Argentina de Ingeniería Química, mayo de 1987.
- “La utilización de equipos de bajo costo en la enseñanza de las ciencias". Trabajo presentado al Ministerio de Educación de la Provincia de Santa Fe, abril de 1989.
- “Documento sobre propuestas de cooperación”. 1.ª Reunión de la Red de Popularización de la Ciencia y la Tecnología – UNESCO, Río de Janeiro, 28 al 30 de noviembre de 1990.
- “Elaboración de material didáctico de bajo costo”. Jacinto Corujo; Agustín Carpio; Roberto Ronchi. MUESTRAS N.º 1 y 2, 1993, Sociedad Argentina para la Enseñanza de la Ingeniería.
- Módulo de física: Construcción de instrumentos, guías de experiencias, guías para el alumno. Jacinto Corujo; Agustín Carpio; Roberto Ronchi. Oro Verde, 1993, Universidad Nacional de Entre Ríos, 214 páginas. Resultado del proyecto de investigación “Desarrollo de material didáctico de bajo costo”.
- Módulo de física: Mecánica. Jacinto Corujo; Agustín Carpio; Roberto Ronchi. Oro Verde, 1996, Universidad Nacional de Entre Ríos, 314 páginas. (2.ª edición) Resultado del proyecto de investigación “Desarrollo de material didáctico de bajo costo”.
- Módulo de física: Óptica. Jacinto Corujo; Agustín Carpio; Roberto Ronchi. Oro Verde, 1996, Universidad Nacional de Entre Ríos, 177 páginas. Resultado del proyecto de investigación “Desarrollo de material didáctico de bajo costo”.
- “El desafío de los nuevos enfoques en la enseñanza de la ingeniería”. Agustín Carpio. Santa Fe, noviembre/diciembre 1996, publicación del Colegio de Ingenieros Especialistas (CIE).
- “Elaboración de material didáctico de bajo costo”. Agustín Carpio. En Así, la física se ve mejor. Jacinto Corujo. Oro Verde, 2000, Universidad Nacional de Entre Ríos, , pág. 13 a 29.
- “Eclosión de centros y museos de ciencias”. Agustín Carpio. En RedPOP 10 años. Publicación de la RedPOP, Bogotá, 2001, Editorial Quebecor World Bogotá SA, pág. 97 a 106.
- “Los museos (interactivos) de ciencias. Nuevo fenómeno social”. Agustín Carpio. Ciencia, docencia y tecnología N.º 21, 2001, Editorial de la UNER, pág. 205 a 219.
- “La gestión del mantenimiento bajo la óptica de la planificación estratégica”. Anales del II Congreso Latinoamericano de Ingeniería Biomédica, La Habana, mayo de 2001.
- Popularización de la ciencia desde el Museo Interactivo. Agustín Carpio y otros (revisión). Publicado en formato digital: ISBN 950-698-174-4, 1.ª edición, 2006, tirada 300 ejemplares.
- “Estudio y reflexión sobre la interactividad en la enseñanza de la ciencia”. Agustín Carpio; Roberto Ronchi. En Ciencia, tecnología y vida cotidiana. Nelsa Botinelli (coord.). Montevideo, 2007, Reflexiones y propuestas del Nodo Sur de la RedPOP.

## Patentes
- “Equipamiento modular para la modelación de actividades en ciencias naturales y tecnología”. Equipo desarrollado para la enseñanza de las ciencias en la EGB en el primer y segundo ciclo para su implementación en las escuelas destinadas de las acciones del Programa Pacto Federal Educativo, solicitado por el ministerio de Educación de la Nación para equipar las escuelas argentinas. Acta N.º P19980104691, 21-09-1998. Instituto Nacional de la Propiedad Industrial, Patentes de Invención. Ministerio de Economía y Obras y Servicios Públicos.

## Premios
- Premio Rotary Club Santa Fe a la Investigación Científica 1983 por el trabajo “Desarrollo de equipamiento didáctico para la enseñanza e investigación de la ingeniería química y afines”.
- Premio Mención Honorífica “Innovación en museos” por el proyecto del Museo Interactivo de Ciencias PuertoCiencia Móvil, otorgado por la Fundación YPF el 10 de junio de 1998.
- Premio PuertoCiencia Móvil otorgado por la Oficina Regional de Ciencia y Tecnología para América Latina y el Caribe UNESCO - ORCYT y la Secretaría Ejecutiva de la Red de Popularización de la Ciencia y la Tecnología en América Latina y el Caribe (RedPOP), Río de Janeiro, 15 de junio de 1999.
- Premio a la Excelencia Humana e Institucional 2001 por Trayectoria Científica, IADE – Instituto Argentino a la Excelencia, 30 de octubre de 2001.